# HD-FVD
Die High Definition-Finalized Versatile Disc, abgekürzt HD-FVD, oft auch Forward Versatile Disc genannt, ist ein in Taiwan entwickeltes DVD-Format, das gegenüber einer normalen DVD eine leicht erhöhte Speicherkapazität bietet.
Wie auch China mit seiner EVD hat Taiwan mit HD-FVD ein eigenes DVD-Format entwickelt, um die hohen Lizenzkosten von MPEG-2 zu umgehen. Die Scheibe basiert physisch auf einer normalen DVD-ROM, fasst aber dank einer ähnlichen Technik wie Plextors „GigaREC“ und Sanyos „HD-Burn“ statt der normalen 4,7 GB (DVD5) 5,4 GB Daten bzw. statt 8,5 GB (DVD9) 9,8–11 GB an Daten. Als Videocodec wird, wie es bei HD DVD und Blu-ray (neben den gebräuchlicheren Optionen MPEG-2 und H.264) möglich ist, Microsofts WMV9 (unter dem Namen VC-1) eingesetzt. Das Audioformat ist WMA9.
Die HD-FVD benutzt wie eine DVD einen roten Laser (Wellenlänge 650 nm), der kostengünstiger als der von Blu-ray und HD DVD eingesetzte blaue Laser ist.
HD-FVDs gibt es in drei verschiedenen Ausführungen:
- Single Layer (5,4 GB)
- Double Layer (9,8–11 GB), sowie
- Triple Layer (15 GB).

Die HD-FVD wurde von AOSRA (Taiwan Advanced Optical Storage Research Alliance), einem Zusammenschluss vieler asiatischer Firmen, entwickelt.
Genau wie der EVD wird auch der FVD von Experten außerhalb ihres Heimatlandes nur wenig Erfolg prophezeit, da bisher noch kein namhaftes westliches Filmstudio auf das Format setzt und auch der Kopierschutz nicht so effektiv sein dürfte wie bei der HD DVD und der Blu-ray Disc.